# Clement Reid
Clement Reid (Londres, 6 de janeiro de 1853 – Milford on Sea, 10 de dezembro de 1916) foi um paleobotânico e geólogo britânico.

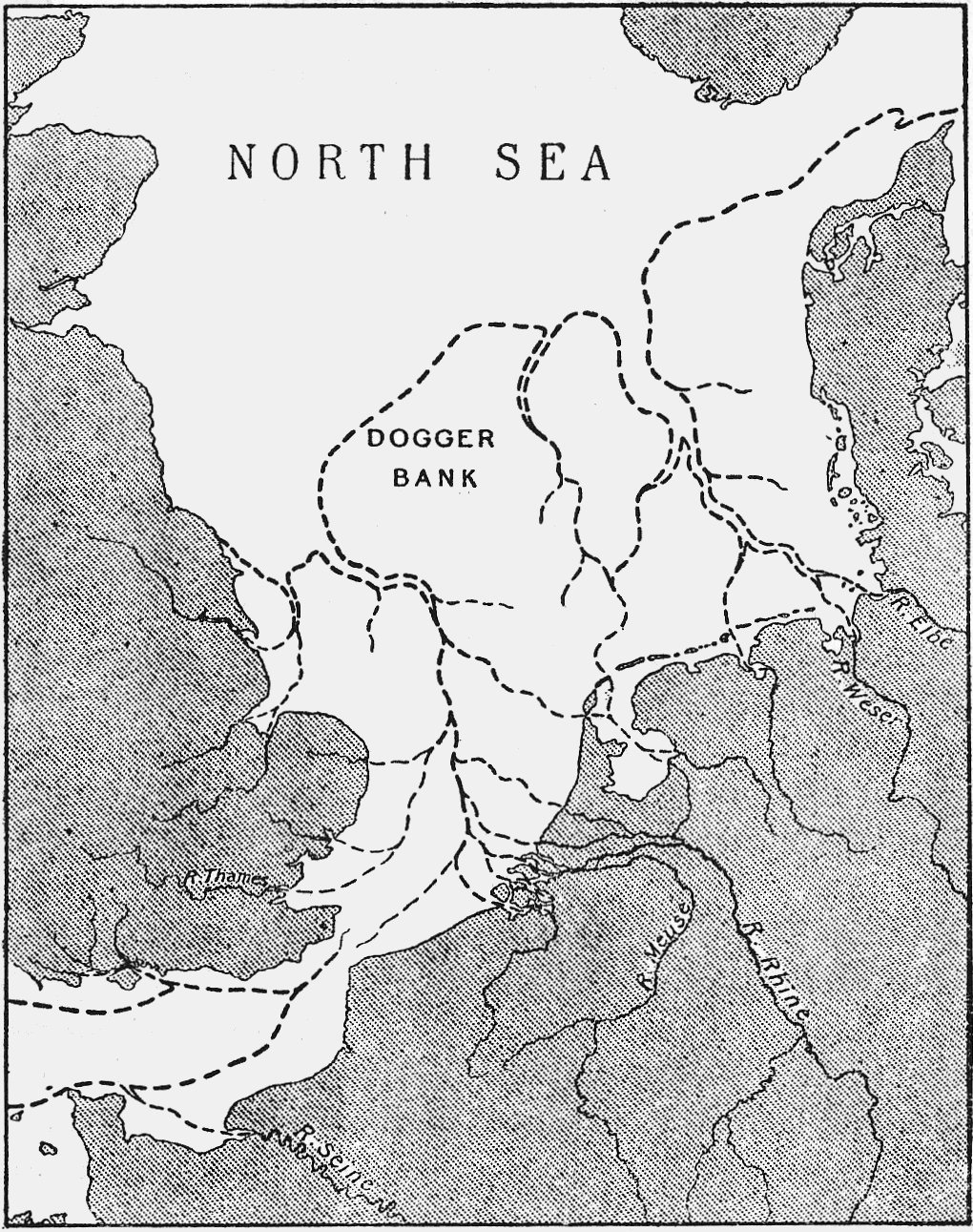
Doggerland, Karte von Reid aus Submerged Forests 1913

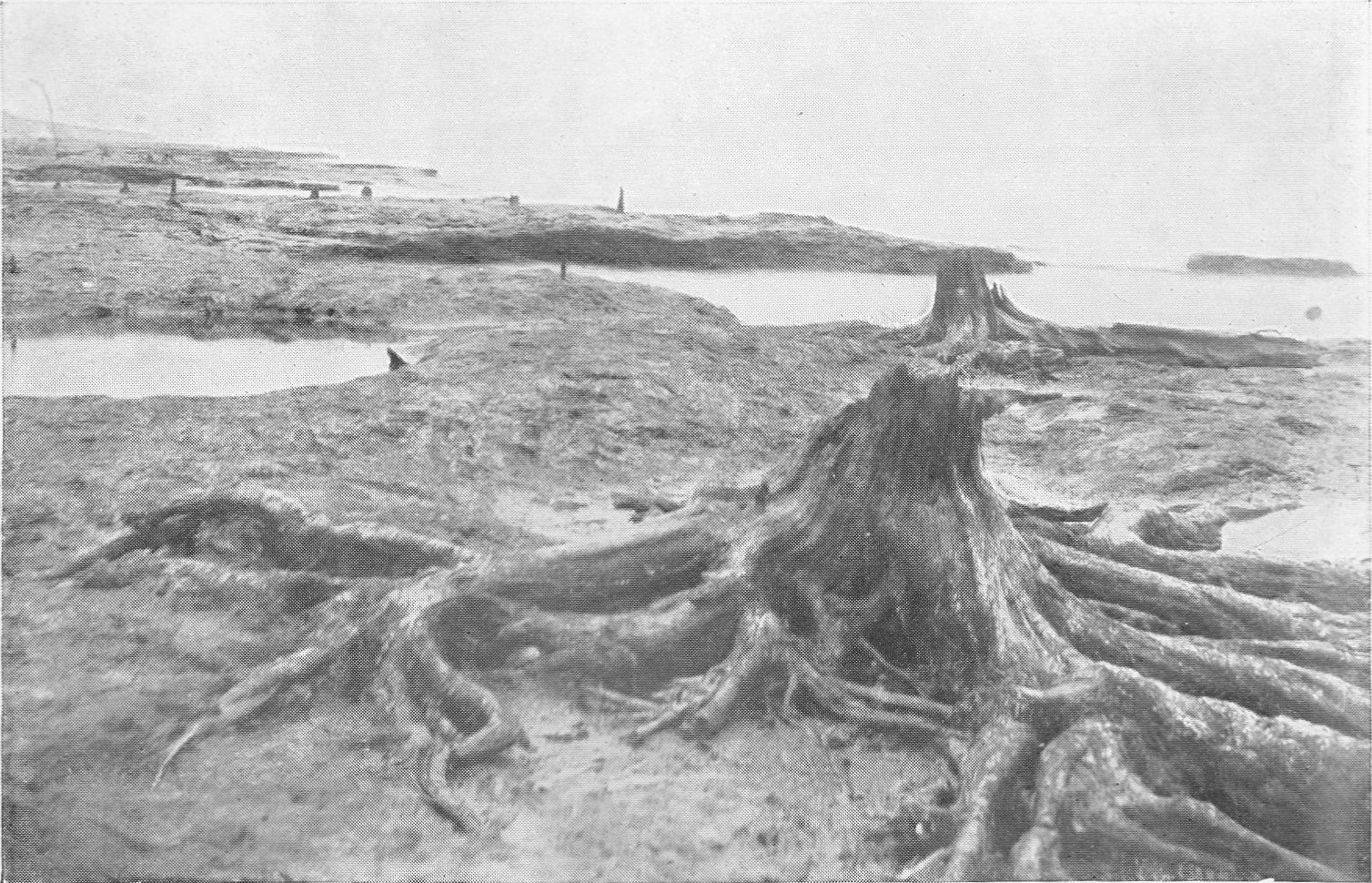
Fossile Baumreste an der Küste von Cheshire, aus Reid Submerged Forests 1913

Foi laureado com a Medalha Bigsby de 1897 pela Sociedade Geológica de Londres.

## Obras
- The origin of the british flora, London, Dulau 1899, Archive.org doi:10.5962/bhl.title.24157 doi:10.5962/bhl.title.55460 doi:10.5962/bhl.title.7595
- The Pliocene deposits of Britain, Geological Survey, London, Printed for H. M. Stationery Office by Eyre and Spottiswoode, 1890
- Submerged Forests, Cambridge University Press und Putnam’s (New York), 1913, Archive
- com Eleanor Mary Reid: The Pliocene floras of the Dutch-Prussian border, Mededeelingen van de Rijksopsporing van Delfstoffen, Nr. 6, Gravenhage, M. Nijhoff 1915 doi:10.5962/bhl.title.57075
- com Eleanor Mary Reid: The fossil flora of Tegelen-sur-Meuse, near Venloo, in the Province of Limburg, Verh. Kgl. Akad. Wet. Amsterdam 1907